# Österbymo
Österbymo è una città della Svezia, capoluogo del comune di Ydre, nella contea di Östergötland. Ha una popolazione di 873 abitanti.